# Sacred Bones Records
Sacred Bones Records est un label indépendant américain établi à Brooklyn, New York, dans le quartier de Greenpoint.

## Histoire

### Développement de l'entreprise
Le label a été fondé en 2007 par Caleb Braaten, alors employé de disquaire souhaitant éditer un single pour ses amis du groupe post-punk The Hunt,.
Le label s'est ensuite développé pour compter une cinquantaine d'artistes dont Blank Dogs, Moon Duo, Psychic Ills, Marissa Nadler, The Men, John Carpenter et David Lynch.
L'artwork des réalisations de Sacred Bones se caractérise par une identité visuelle forte basée sur un modèle unique. On trouve d'abord en haut à gauche le logo du label (un triangle noir entouré par un ouroboros). En face du logo figure le nom de l’artiste et de l’album, ainsi que la liste des titres. Une illustration occupe les deux-tiers du bas du disque. La pochette arrière ne contient rien à part le logo du label.
Une autre particularité du label est la quasi-absence de promotion sur ses sorties, ainsi qu'un site internet minimaliste.
Bien que globalement typées rock indépendant, les productions du label sont éclectiques : folk, punk rock, noise rock, post-punk etc. On peut trouver comme point commun à certaines productions du label des ambiances sombres, industrielles et sophistiquées, ainsi qu'un goût pour la musique expérimentale,,.
En 2011, le magazine Billboard classe Sacred Bones parmi les cinquante meilleurs labels indépendants américains.

### Catalogue
Les premiers groupes signés par Sacred Bones sont The Hunt, dont le single One Thousand Nights est la première référence du label, et Blank Dogs. En 2013 Sacred Bones célèbre la sortie de sa 100e référence, l'album The Hunt Begins du groupe The Hunt. En 2012, Sacred Bones a réédité la bande originale du film Eraserhead de David Lynch. Le cinéaste compte parmi les héros du fondateur de Sacred Bones.
Groupes ou artistes ayant enregistré pour Sacred Bones :
- Amen Dunes
- Blanck Mass
- Blank Dogs
- Black Marble
- The Bitters
- Caleb Landry Jones
- John Carpenter
- Case Studies
- Children's Hospital
- Crystal Stilts
- Cult of Youth
- Daily Void
- David Lynch
- Dead Luke
- Destruction Unit
- Dream Police
- Effi Briest
- Factums
- Föllakzoid
- The Fresh & Onlys
- Gary War
- His Electro Blue Voice
- Human Eye
- The Holydrug Couple
- Hunchback
- The Hunt
- Institute
- Jenny Hval
- Led Er Est
- Lust for Youth
- Marissa Nadler
- Max Elliott
- Medication
- The Men
- Molchat Doma
- Moon Duo
- Naked On the Vague
- Nerve City
- Nice Face
- Pharmakon
- The Pink Noise
- Pop. 1280
- Prolife
- Psychic Ills
- The Rebel
- Religious Knives
- Slug Guts
- The Soft Moon
- Spirit Photography
- Thou
- Timmy's Organism
- Vermillion Sands
- Woods
- Vår
- Wymond Miles
- Zola Jesus

Groupes ou artistes réédités par Sacred Bones :
- 13th Chime
- Carl Simmons
- Cultural Decay
- Trop Tard
- UV Pop
- Vex